# Yalnızkavak, Durağan
Yalnızkavak là một xã thuộc huyện Durağan, tỉnh Sinop, Thổ Nhĩ Kỳ. Dân số thời điểm năm 2011 là 51 người.